# オーストラリア空軍博物館
オーストラリア空軍博物館 (RAAF Museum) は、オーストラリアのビクトリア州ポイント・クックに位置するオーストラリア空軍ウィリアムズ基地内にあり、空軍博物館としては世界で2番目に古い歴史をもつ、オーストラリア空軍の公式博物館。この博物館では、オーストラリア空軍が、オーストラリア飛行軍団 (the Australian Flying Corps) として編成されてから現在に至るまで、オーストラリア空軍にとって重要であった航空機を展示している。空軍中将サー・ジョージ・ジョーンズの指示によって1952年に開設された博物館は、もともとはポイント・クックの空軍司令部の一部局とされていたが、1988年に空軍の独立した組織単位となった。現在は、オーストラリア空軍訓練航空団の監督下に置かれている。

## 入館
この博物館は、入館無料である。開館時間は木曜日と日曜日の午前10時から午後3時で、ホームページからの要予約制。また、エアショー開催期間は毎日開館となっている。
オーストラリア空軍ウィリアムズ基地（ポイント・クック）は、現役の軍事施設であり、基地のゲートにおいて、成人の入館者は写真付きの身分証明を提示し、署名して入構しなければならない。

## 展示されている航空機

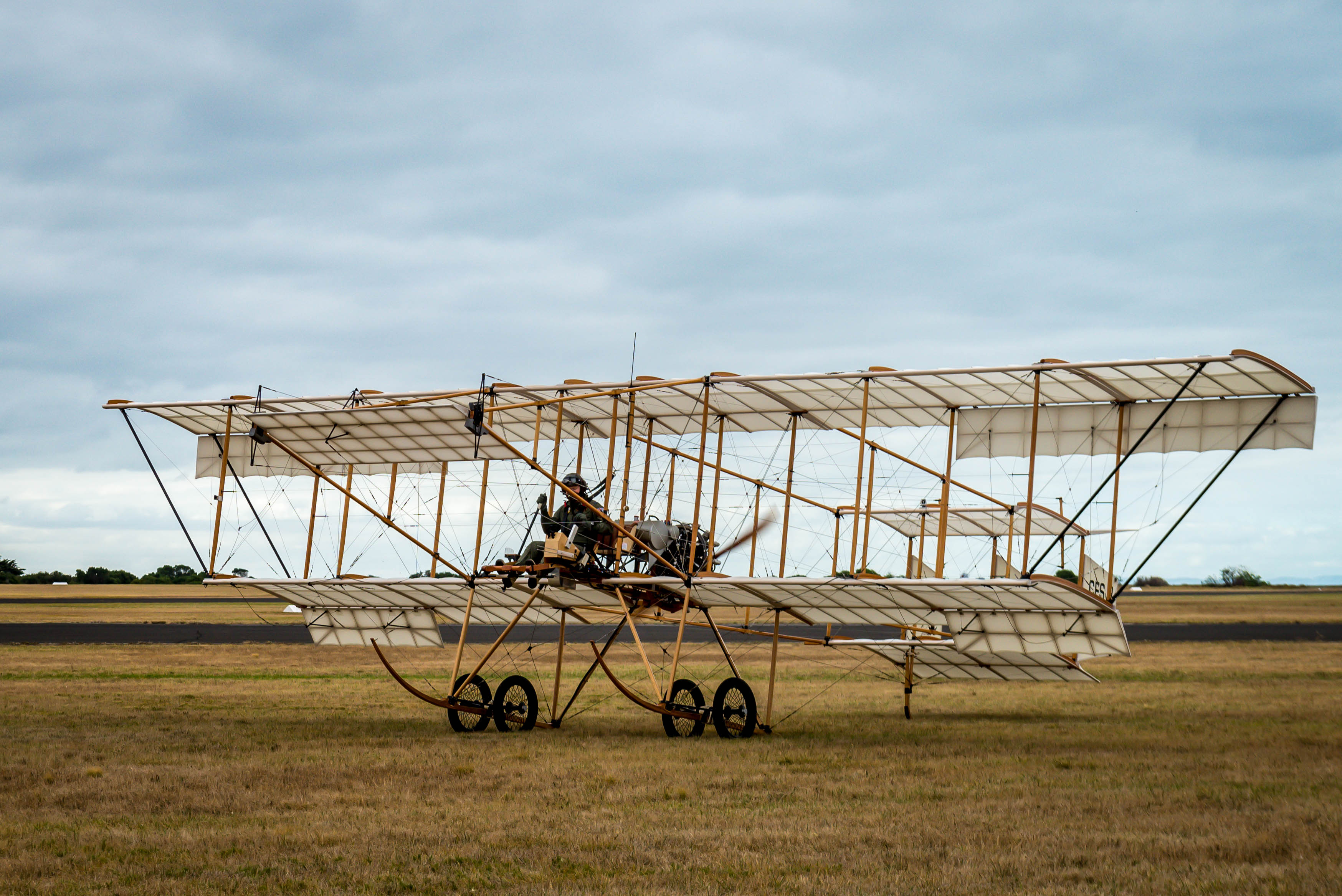
「軍事航空の百年 (the Centenary of Military Aviation)」の一環として展示されている、ブリストル ボックスカイトのレプリカ。

### 静態展示
航空機、ヘリコプター、ミサイルなどは、数カ所に分散して展示されている。

### 航空機のレプリカ
- ブリストル ボックスカイト
- RAF B.E.2
- ドゥペルデュサン1910単葉機 (Deperdussin 1910 monoplane)

### トレーニング格納庫

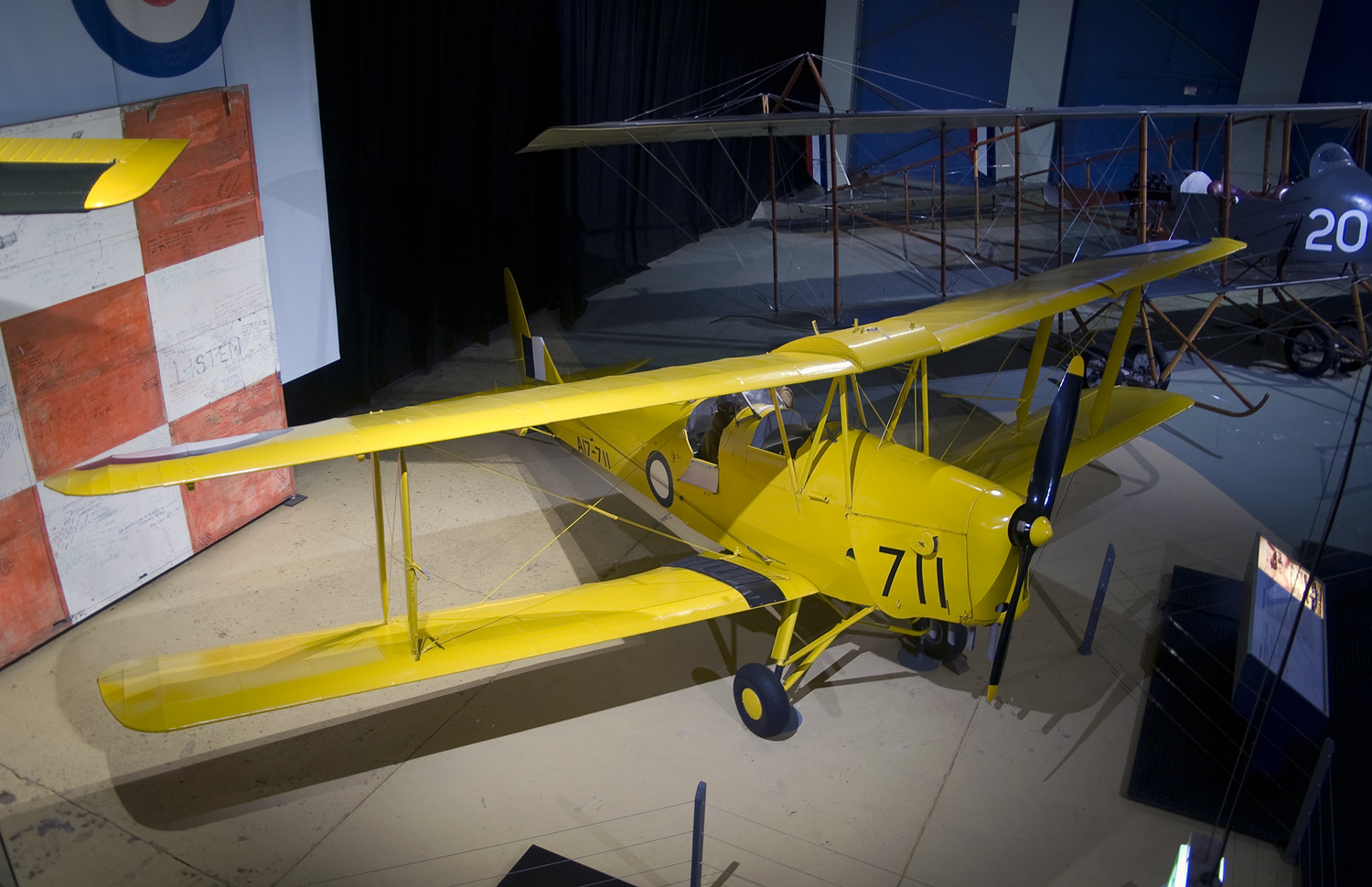
デ・ハビランド DH.82 タイガー・モス (A17-711)

- モーリス・ファルマン MF.11 ショートホーン
- アブロ 504K
- デ・ハビランド DH.82 タイガー・モス
- デ・ハビランド バンパイア T Mk 35
- CAC ウィンジール
- パシフィック・エアロスペース・コーポレーション CT/4A
- アエルマッキ MB-326H

### テクノロジー格納庫
- スーパーマリン ウォーラス
- ロイヤル・エアクラフト・ファクトリー S.E.5
- ダグラス・ボストン
- デ・ハビランド バンパイア F.30
- UH-1B イロコイ
- ブリストル・ブラッドハウンド（英語版）（地対空ミサイル）

### 格納庫 180
- CAC CA-12 ブーメラン
- コンソリデーテッド・カタリナ
- GAF ピカ
- GAF ジンディビック
- ホーカー デモン
- アブロ 643 カデット（英語版）
- デ・ハビランド DH.84 ドラゴン（英語版）
- UH-1B イロコイ
- セスナ O-1 バードドッグ
- シコルスキー R-5 ドラゴンフライ
- CAC セイバー（英語版）

### 屋外
- ロッキード C-130A ハーキュリーズ
- ロッキード C-130E ハーキュリーズ
- ロッキード C-130H ハーキュリーズ
- ホーカー・シドレー HS 748
- ブリストル フレイター
- ロッキード P-3 オライオン

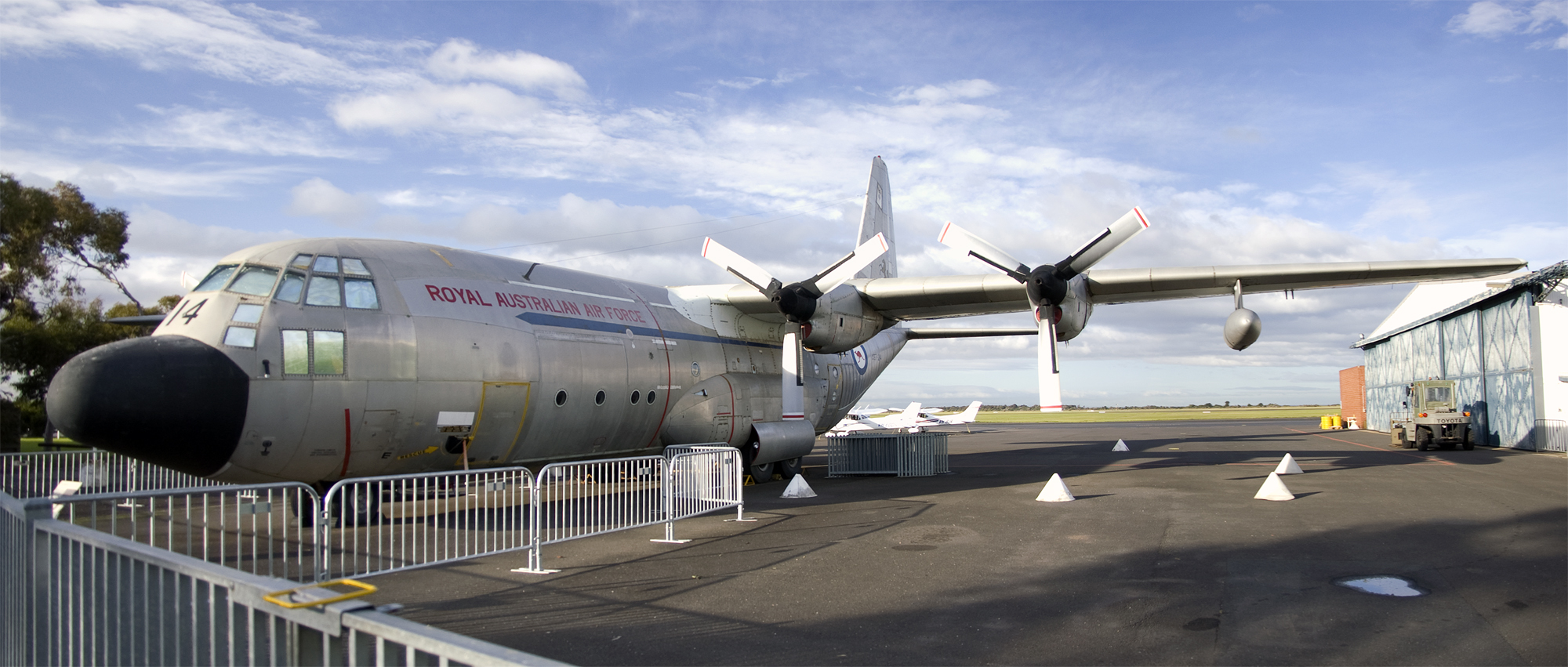
ロッキード C-130A ハーキュリーズ (A97-214)

- ブリストル・ブラッドハウンド ミサイル、ランチャー
- デ・ハビランド・カナダ DHC-4 カリブー

### 攻撃機格納庫
- マクダネル・ダグラス F-4 ファントム
- ジェネラル・ダイナミクス F-111G
- GAF キャンベラ

### 展示されていない保存航空機

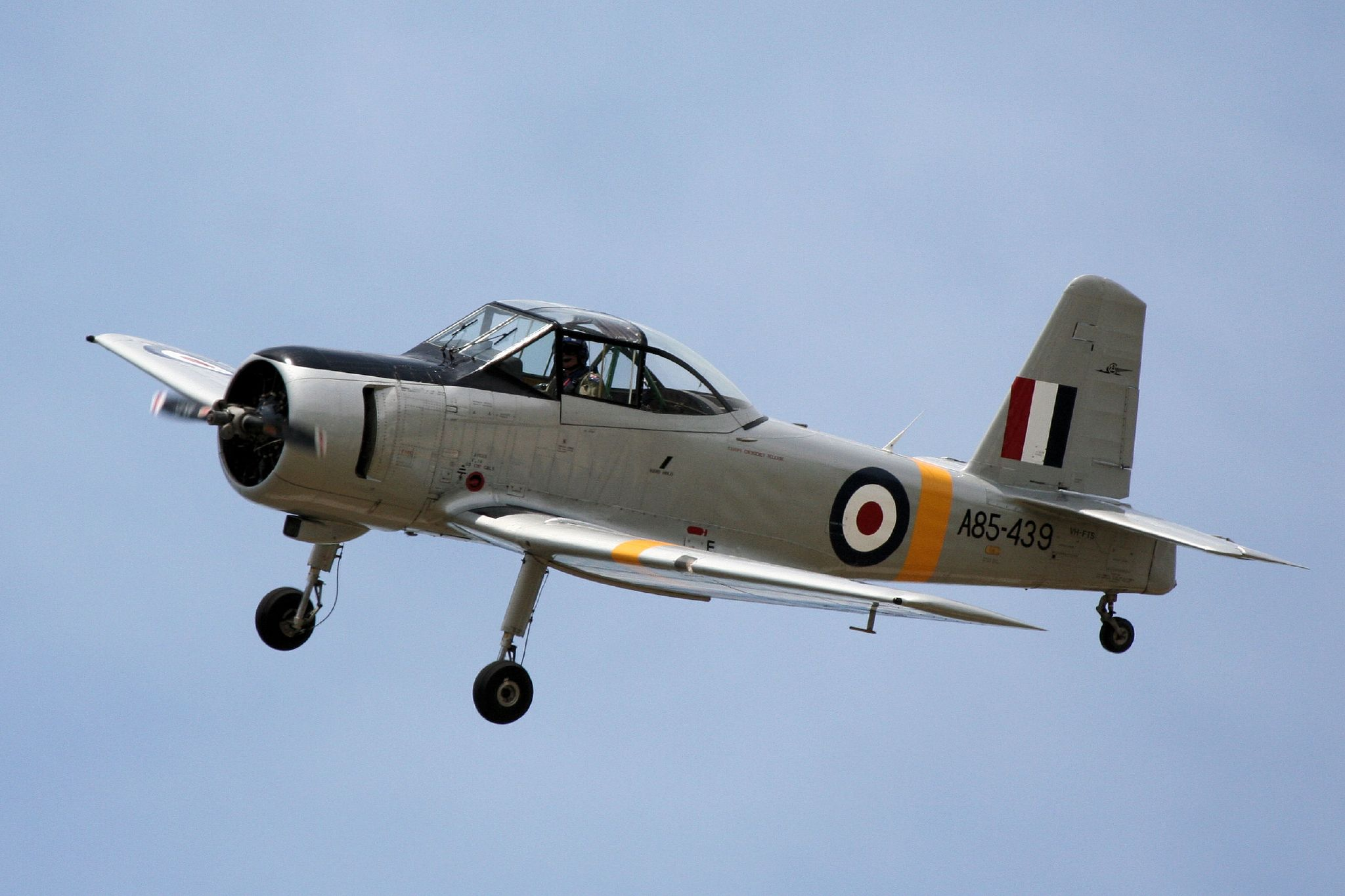
CA25-39 ウィンジール A85-439

現在、展示されていない保存航空機には次のようなものがある。
- アブロ 707A WD280（英語版）[3]
- CAC ワイラウェイ
- ダグラス C-47 ダコタ A65-78
- グロスター ミーティア T.7
- グロスター ミーティア F.8
- CAC ウィンジール
- ロッキード ネプチューン
- ノース・アメリカン ハーバード
- ロッキード ヴェンチュラ
- デ・ハビランド バンパイア T.35
- ジェネラル・ダイナミクス F-111C（英語版） (A8-125)

### 動態展示
博物館では、毎週日曜日、火曜日、木曜日に、来場者のために、実際に航空機を飛行させる双方向的な展示もおこなっている。使用される航空機は、博物館が所有しているCA-18 マスタング、ノース・アメリカン ハーバード、CAC ウィンジール、CT4A トレーナー、デ・ハビランド タイガー・モス、レプリカ機ではロイヤル・エアクラフト・ファクトリー R.E.8やソッピース パップである。また、他の博物館から提供された機材が用いられて、動態展示に加わることもあり、飛行を終え着陸した後には、パイロットが観客と双方向的にやりとりをしたり、質問に答えるようになっている。
オーストラリア空軍の曲芸飛行チームであるルーレッツは、年に2回、通常の日曜日の動態展示に代わる形で演技を披露しており、その日程はソーシャルメディアを通して告知される。